# Ágost Greguss
Ágost Greguss, född 27 april 1825 i Eperjes, död 13 december 1882 i Budapest, var en ungersk estetiker.
Greguss var professor i estetik vid Budapests universitet sedan 1870. Han utgav 1849 den första på ungerskt språk skrivna, självständiga framställningen av estetiken, A szépészet alapvonalai (Grundlinjer till estetiken), och utvecklade livlig verksamhet som kritiker och estetisk författare, översättare och skald.
Greguss förnämsta arbeten var A balladáról (Om balladen, 1865), en stor monografi över William Shakespeare, Shakespeare pályája (1880), och den efter hans död utgivna Rendszeres széptan (Systematisk estetik, 1888). En samling valda avhandlingar utgavs i två band 1872 (Tanulmányok; i tysk översättning 1875).